# Un boss in salotto
Un boss in salotto è un film  di genere commedia del 2014 scritto e diretto da Luca Miniero, con protagonisti Paola Cortellesi, Rocco Papaleo e Luca Argentero.

## Trama
(Incipit del film che riporta una frase di Massimo Troisi)
Cristina D'Avola, suo marito Michele Coso e i loro due figli, Vittorio e Fortuna, vivono felici a Bolzano in un bel quartiere residenziale. Ma una notizia inaspettata sconvolge presto la loro routine. La polizia, infatti, convoca Cristina in caserma e qui la donna scopre che suo fratello Ciro è stato arrestato con l'accusa di essere un boss della Camorra. Ma non è tutto. La polizia afferma anche che Ciro, come da lui stesso richiesto, debba trascorrere gli arresti domiciliari a casa di Cristina. 
All'arrivo di Ciro si stupiscono tutti in quanto Cristina aveva detto a marito e figli che era morto e rimangono sconvolti quando lui conferma di essere un boss. Ciro scopre, però, che la vita dei Coso non è così felice: Michele è in debito con un usuraio per dare a Cristina un tenore di vita che il suo stipendio da grafico pubblicitario non può permettersi, mentre Cristina è frustrata perché non riesce a entrare nell'élite della città. Vittorio invece ha un pessimo rendimento scolastico, è tormentato dai bulli e preso di mira dal preside della prestigiosa scuola privata che lui e Fortuna frequentano. Come se non bastasse, Vittorio riceve dal preside una sospensione ingiusta dopo che questi si è difeso da un bullo, mentre al bullo non viene fatto nulla solo perché figlio di Carlo Manetti, l'imprenditore più importante della città e capo di Michele. 
Una volta a conoscenza della situazione, Ciro, che tiene davvero ai suoi familiari, esorta Michele a dire alla moglie dell'usuraio e tenta di spaventare il preside di Vittorio, tagliandogli le ruote dell'auto. Per sbaglio però, taglia le ruote dell'auto di Michele che si spaventa e decide di non dire nulla a Cristina. Una mattina Vittorio dà un pugno al figlio dei Manetti. Per scusarsi del comportamento di Vittorio nei confronti del figlio dei Manetti, Michele e Cristina invitano a cena Carlo Manetti e sua moglie Doriana, ma la cena si rivela un vero disastro per colpa di Ciro che, su richiesta di sua sorella, si finge maggiordomo e inizia a servire gli ospiti in maniera intenzionalmente maldestra. I Manetti finiscono così per alzarsi e andarsene arrabbiati, promettendo ripercussioni ai Coso. 
Dopo qualche settimana dalla permanenza di Ciro, i telegiornali parlano della famiglia Coso, mostrandoli tutti insieme e dicendo che Ciro è un pericoloso boss mafioso. Da quel giorno tutti, compresi i Manetti, iniziano a temerli, ma anche a rispettarli. Infatti, Michele riceve una promozione, Vittorio diventa popolare a scuola e Cristina riesce a entrare nell'élite della città. Quando tutto sembra finalmente andare per il meglio, Cristina scopre in televisione che Ciro non è altri che un piccolo fuorilegge di basso rango, che vive di espedienti. Tutti tornano quindi a disprezzare e maltrattare i Coso più di prima, ma i due fratelli fanno pace e Cristina finalmente accetta le sue origini napoletane facendosi chiamare col suo vero nome, Carmela Cimmaruta.

## Produzione
Per questo film viene proposta la diretta streaming delle riprese, il 30 maggio 2013, senza l'utilizzo di filtri né effetti, cosa finora inedita per una produzione cinematografica italiana. Buona parte del film è stata girata in Alto Adige, in particolare a Bolzano, Merano, Appiano, Bressanone e a San Candido.

## Distribuzione
Il primo trailer del film viene diffuso il 22 novembre 2013 dal canale YouTube della Warner Bros. Il film esce nelle sale cinematografiche italiane a partire dal 1º gennaio 2014.

## Incassi
Il film ottiene un ottimo riscontro dal pubblico, guadagnando 3942693 € solo nel primo weekend, e complessivamente 12165653 €.